# 蜀中广记
《蜀中广记》是中国明代的一本地理著作，该书共计一百零八卷，作者是明代万历年间四川右参政曹学佺。
《蜀中广记》共计其中一百零八卷，分别为：《名胜记》三十卷、《边防纪》十卷、《人物记》六卷、《宦游记》四卷、《蜀郡先古今通释》四卷、《风俗记》四卷、《方物记》四卷、《神仙记》十卷、《著作记》十卷、《诗话》十卷、《画苑》四卷等。